# يوكي أونو
يوكي أونو (小野友樹 أونو يوكي) هو مؤدي أصوات ياباني ولد في 22 يونيو 1984 في محافظة شيزوؤكا.

## أدواره في الأنمي

### مسلسلات أنمي تلفزيونية
- يوغي 5D's - كالن كيسلر
- ميداكا بوكس - زينكيتشي هيتويوشي
- ميداكا بوكس أبنورمال - زينكيتشي هيتويوشي
- أسطورة أراتا - كانّاغي
- زعيم الشر يعمل! - شيرو أشيا
- رغم كل ذلك٫ البلدة تدور - أيومو أراشياما
- غارغانتيا في الكوكب الأخضر - كوغل
- كرة سلة كوروكو - تايغا كاغامي
- فالفريف الثوري - كيوما إينوزوكا
- القبلة الخادعة - واتانابي
- كيمي ني تودوكي - كازوكيتشي أراي
- أمير عالم العفاريت devils and realist - مايكروفت سوالو
- الملعقة الفضية - شينيتشيرو إينادا، شيغيرو إيزوميكاوا
- الغبي و الإختبار و الوحش المستدعى - شونبي ناتسوكاوا
- الغبي والاختبار و الوحش المستدعى اثنان! - شونبي ناتسوكاوا
- ميد ساما! - شو
- فايري تايل - جيسون
- سترايك ذا بلاد - ديميتري فاتلر
- نوراغامي - يوسكي أوراساوا
- كنز نانانا ريوغاجو - جوغو ياما
- أص الديناري - جون إيساكيتشي
- هاماتورا - مورال
- دورارارا!! ×2 المقدمة - تشيكاغي روكوجو
- دورارارا!! ×2 الخاتمة - تشيكاغي روكوجو
- صراع الطبخ - إيسامي ألديني
- صراع الطبخ: الطبق الثاني - إيسامي ألديني
- صراع الطبخ: الطبق الثالث - إيسامي ألديني
- مغامرة جوجو الغريبة: الماس لا ينكسر - جوسكي هيغاشيكاتا
- برينس أوف سترايد ألترنيتيف - أسوما مايوزومي
- أونميوجي نجم التوأم - كاموي
- تيرافورمارز ريفنج - باو تسيلان
- نوزاكي-كن من مجلة الفتيات الشهرية - ماسايوكي هوري
- بطولات أرسلان - زارافانت
- بطولات أرسلان: رقصة الرياح المغبرة - زارافانت
- يامادا-كن و الساحرات السبع - ميتسورو كاميدا، دايتشي شيناغاوا
- جولييت في المدرسة الداخلية - روميو إينوزوكا
- توكين رانبو: هانامارو: الموسم الثاني - أوكانيهيرا
- أنغولموا: غزو المغول - كوتشي جينزابورو
- كونسبشن - إيتوسكي يوغي
- كوكورو كونكت - شينغو واتاسي
- باتيري - شوغو كادواكي

### أفلام أنمي
- سلسلة أفلام كود غياس: أكيتو المنفي
  - كود غياس: أكيتو المنفي: الفصل الثاني «انقسام التنين» - فرانتز فالو
- كرة سلة كوروكو LAST GAME - تايغا كاغامي

## أدواره في ألعاب الفيديو
- كونسبشن: رجاء أنجبي أطفالي - إيتوسكي يوغي
- برينس أوف سترايد - أسوما مايوزومي
- طوكيو ميراج سيشنز شارب إف إي - توما أكاغي

## وصلات خارجية
- يوكي أونو على موقع IMDb (الإنجليزية)
- يوكي أونو على موقع ميوزك برينز (الإنجليزية)
- يوكي أونو على موقع قاعدة بيانات الفيلم (الإنجليزية)
- يوكي أونو على موقع كينوبويسك (الروسية)
- يوكي أونو على موقع كينوبويسك (الروسية)
- يوكي أونو على موقع ANN person (الإنجليزية)